# Thomas Hengen
Thomas Hengen (* 22. September 1974 in Landau in der Pfalz) ist ein ehemaliger deutscher Fußballspieler. Seit März 2021 ist er Geschäftsführer des 1. FC Kaiserslautern.

## Karriere als Spieler
Der Abwehrspieler war im Amateurbereich für den SV Rülzheim und Phönix Bellheim aktiv, bevor er 1989 zum 1. FC Kaiserslautern wechselte und mit der A-Jugend des FCK 1992 die deutsche Meisterschaft gewann. Als Jugendnationalspieler absolvierte er insgesamt 13 Länderspiele in der U16 und der U18, später weitere 13 Spiele für die U21-Nationalmannschaft.
In der Saison 1992/93 absolvierte er sein erstes Bundesligaspiel für den FCK, konnte sich aber bis 1996 keinen Stammplatz erkämpfen, da die Liberoposition mit Miroslav Kadlec bzw. Andreas Brehme fest vergeben war. In seinem letzten Spiel für den 1. FC Kaiserslautern gewann er im Mai 1996 in Berlin den DFB-Pokal.
Anschließend nahm er das Angebot des Karlsruher SC an, der nach dem Weggang von Jens Nowotny auf der Suche nach einem neuen Abwehrchef war. Er fügte sich in seiner ersten Saison 1996/97 beim KSC nahtlos in die Mannschaft ein und absolvierte 30 von 34 Spielen. In der darauf folgenden Saison stieg der KSC jedoch aus der Bundesliga ab, woraufhin Hengen zu Borussia Dortmund wechselte. Beim BVB hatte er keinen Stammplatz inne und wurde zur Spielzeit 1999/2000 an Beşiktaş Istanbul verliehen. Im Dezember 1999 erfolgte eine zweite Leihe, diesmal an den VfL Wolfsburg. Es wurde eine Kaufoption vereinbart, die vom VfL Wolfsburg zum Ende der Saison gezogen wurde. In Wolfsburg gehörte Hengen zum Stammpersonal.
Zur Saison 2001/02 wechselte er zurück zum 1. FC Kaiserslautern. Er wurde zum Mannschaftskapitän ernannt und erwies sich in der ersten Saison als Verstärkung in der Abwehr. In der Saison 2002/03 musste sich Hengen drei Knieoperationen unterziehen und kam so auf nur 10 Einsätze. Im Januar 2004 wurde bekanntgegeben, dass der zum Saisonende auslaufende Vertrag mit Hengen nicht verlängert würde. Im Verlauf des Monats wurde Hengen schließlich zusammen mit Markus Anfang und Steffen Freund suspendiert. Im März 2004 klagte Hengen gegen die Suspendierung. Letztlich einigten sich Verein und Spieler außergerichtlich. Seitens Hengen wurde auf die Feststellung wertgelegt, dass die Suspendierung aus sportlichen Gründen und nicht etwa wegen arbeitsrechtlicher Pflichtverletzung erfolgte. Die genauen Gründe sind jedoch bis heute unbekannt – die Leistungen Hengens in seinen letzten Ligaspielen waren nicht unter dem Niveau der ohnehin sich damals in der Krise befindlichen Mannschaft gewesen.
Insgesamt bestritt er 224 Bundesligaspiele (dabei alleine 112 Spiele für den FCK) und erzielte sieben Tore.
2004 wechselte er in die 2. Bundesliga zu Alemannia Aachen, kam dort aber wegen einer chronischen Hüftgelenksarthrose nicht mehr zum Einsatz. Nachdem die Rehabilitation erfolglos geblieben war, gab er Anfang 2006 seine Karriere auf. 

## Karriere als Sportdirektor
Hengen war von 2006 bis 2007 Leiter des Nachwuchsleistungszentrums des TSV Alemannia Aachen und übernahm in der Saison 2007/08 das Training dessen zweiter Mannschaft.
Seit 2009 arbeitete er für den FC Everton, den Hamburger SV, West Ham United sowie die PSV Eindhoven als Scout. Im März 2020 wurde er als Sportdirektor bei Alemannia Aachen angestellt. Am 9. Februar 2021 kam Alemannia Aachen dem Wunsch von Thomas Hengen nach, den Verein zu verlassen.

### Geschäftsführer beim 1. FC Kaiserslautern
Seit 1. März 2021 ist Thomas Hengen Geschäftsführer Sport beim 1. FC Kaiserslautern. Seit dem Abgang von Finanzgeschäftsführer Soeren Oliver Voigt im November 2021 ist er alleiniger Geschäftsführer.
Nach Hengens Amtsantritt gelang es dem FCK unter dem ebenfalls neuen Trainer Marco Antwerpen trotz eines sieben-Punkte-Rückstands auf den ersten Nicht-Abstiegsplatz bei noch acht verbleibenden Spielen der Saison 2020/21, den Klassenerhalt in der 3. Liga am vorletzten Spieltag zu schaffen. In der darauffolgenden Saison 2021/22 schaffte der FCK mit teils neu zusammengestelltem Kader den Aufstieg in die 2. Fußballbundesliga. Dabei entließ Thomas Hengen – obwohl der Aufstieg nicht als Saisonziel ausgegeben war – nach dem 38. und letzten Spieltag trotz Platz 3 in der Abschlusstabelle der 3. Liga am 10. Mai 2022 Trainer Antwerpen und verpflichtete vor den beiden Relegationsspielen gegen Dynamo Dresden (Tabellen 16. der 2. Liga) noch am selben Tag Dirk Schuster. Hengen selbst bezeichnete die Entlassung Antwerpens bei der Vorstellung Schusters am darauffolgenden Tag als eine „verdammt unpopuläre Entscheidung“, begründete diese aber mit einem „notwendigen Impuls“, den die Mannschaft nach zuletzt drei verlorenen Spielen und dem damit noch verspielten direkten Aufstieg in die 2. Liga bräuchte. Der FCK gewann anschließend nach einem 0:0 im Hinspiel auf dem Betzenberg am 24. Mai 2022 mit 0:2 in Dresden und kehrte damit nach vier Jahren Abstinenz wieder in die 2. Liga zurück. Nachdem der Klassenerhalt in der darauffolgenden Zweitligasaison für den FCK bereits früh sicher war (Platz 9 in der Abschlusstabelle), verlängerte der Verein im Juni 2023 den Vertrag mit Hengen vorzeitig.

## Erfolge
- Deutscher Vize-Meister 1994 mit dem 1. FC Kaiserslautern
- Gewinn des DFB-Pokals 1996 mit dem 1. FC Kaiserslautern
- Erreichen des Endspiels im DFB-Pokal 2003 mit dem 1. FC Kaiserslautern
- Aufstieg in die 2. Fußballbundesliga 2022 mit dem 1. FC Kaiserslautern (als Geschäftsführer)